# 巴尔比加
巴尔比加（Barbigha），是印度比哈尔邦Sheikhpura县的一个城镇。总人口38258（2001年）。

## 人口
该地2001年总人口38258人，其中男性20158人，女性18100人；0—6岁人口7253人，其中男3729人，女3524人；识字率52.04%，其中男性为62.62%，女性为40.25%。